# Tsukuba (berg)
Tsukuba (Japans: 筑波山) is een berg bij de stad Tsukuba in de Japanse prefectuur Ibaraki. De berg heeft twee toppen, de oostelijke top is 877 meter hoog, de westelijke 871 meter.
De berg wordt graag beklommen om van het uitzicht in de omgeving te genieten.
Waar de meeste bergen in Japan van vulkanische oorsprong zijn, bestaat de Tsukuba niet uit vulkanisch gesteente, maar uit graniet en gabbro.
De berg wordt als heilig beschouwd, en er is een schrijn aanwezig.